# Château de Hèchettes
Le château de Hèchettes  est un château datant du XIIe siècle.

## Localisation
Le château est situé sur la commune de Hèches, en vallée de la Neste dans le département français des Hautes-Pyrénées en région Occitanie. Il est implanté au hameau de Hèchettes a côté de l'église Saint-Pierre de Héchettes.

## Histoire
Son existence est notifiée sur l'acte de reconnaissance des habitants au seigneur de Castelbajac en 1218.

## Description
Il est conservé une tour de guet de plan rectangulaire, de 18,5 m de hauteur elle est percée d'une seule ouverture à 7 m de hauteur (la porte) sur la façade sud.
A l’intérieur les éléments sont encore en place et la voûte au-dessus de l'oubliette est intacte.

## Galerie d'images

Sélection de vues du château
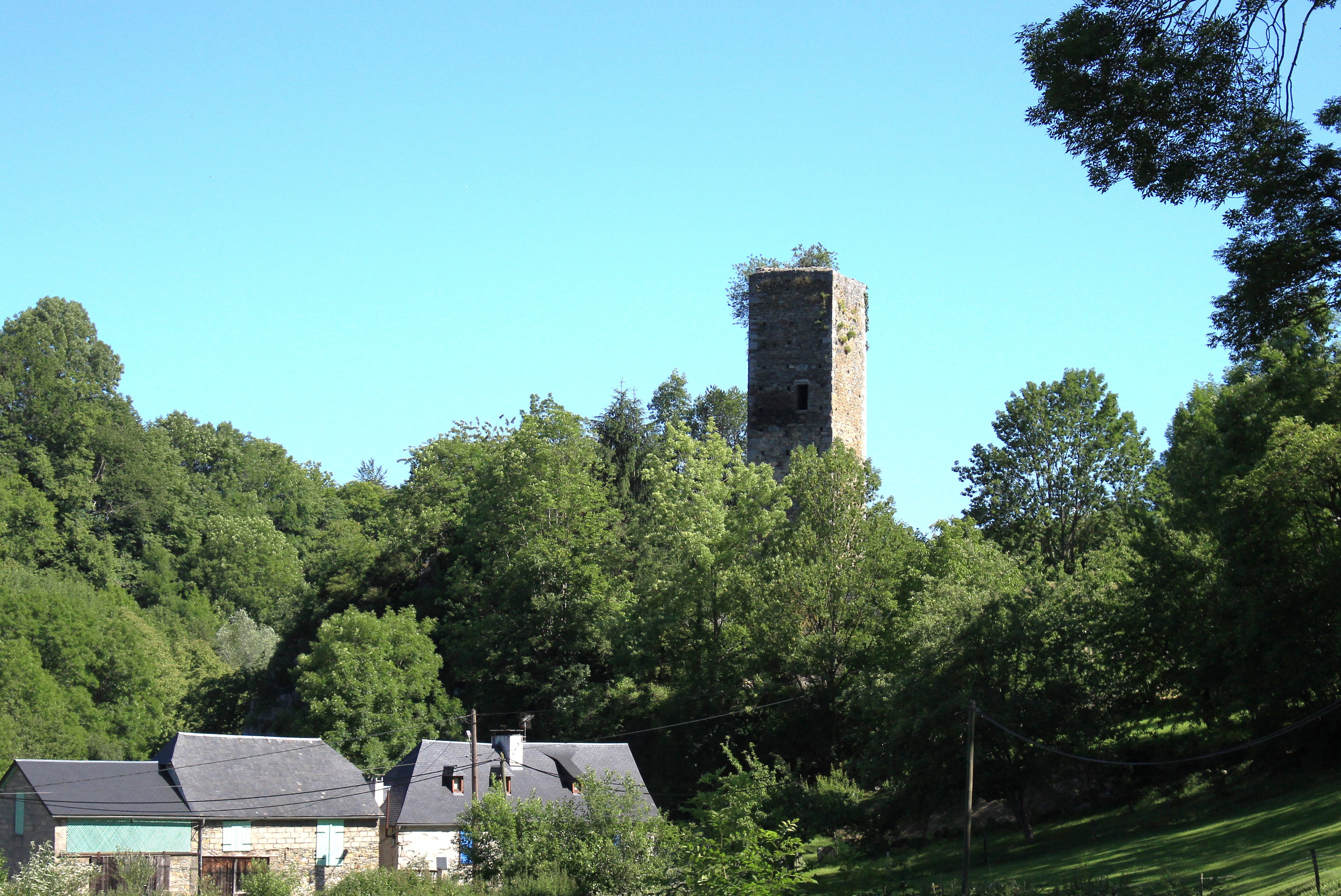
Vue générale.
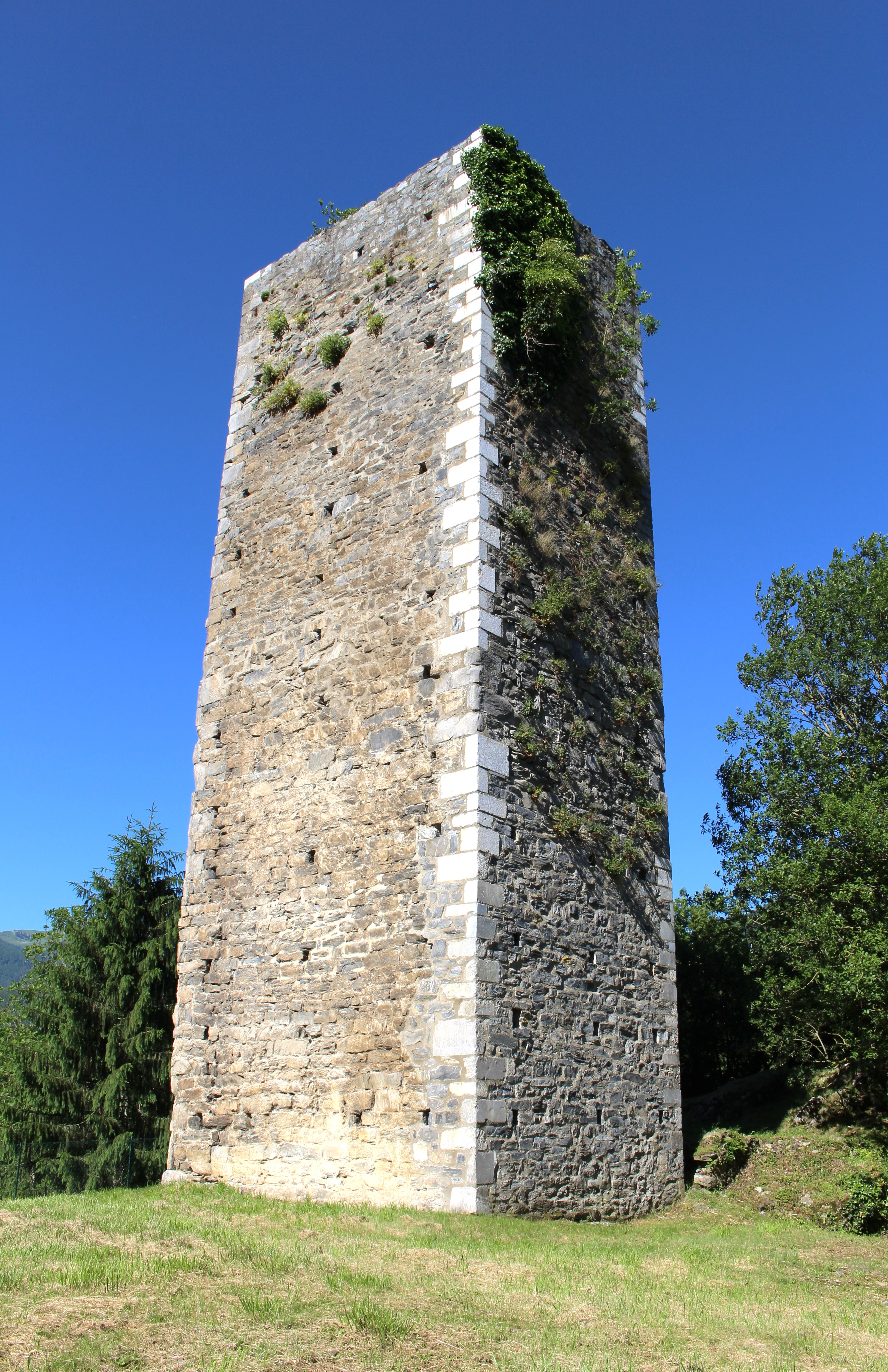
Vue de la tour.